# Radar Mission
Radar Mission (レーダーミッション, Rēdā Misshon) est un jeu vidéo de stratégie au tour par tour développé par Nintendo R&D1 et édité par Nintendo. Il est sorti en 1990 au Japon et en 1991 en Amérique du Nord et en Europe sur Game Boy. Le jeu devient disponible en téléchargement sur Nintendo 3DS en 2011,.

## Accueil
- Famitsu : 25/40[3]
- IGN : 6,5/10[4]